# Chapelle d'Albion
La chapelle d'Albion est un ancien édifice religieux de Londres, dont le culte était celui des presbytériens écossais. Ouverte en 1816, elle est le pendant de la chapelle de Finsbury. Elle est démolie en 1879.

## Sources
- (de) Cet article est partiellement ou en totalité issu de l’article de Wikipédia en allemand intitulé « Albion Chapel » (voir la liste des auteurs).